# Landesregierung und Stadtsenat Marek II
Landesregierung und Stadtsenat Marek II war die Bezeichnung für die Wiener Landesregierung und den Wiener Stadtsenat unter Bürgermeister und Landeshauptmann Bruno Marek zwischen 1969 und 1970. Die Landesregierung Marek II amtierte von der Angelobung am 6. Juni 1969 nach der Landtags- und Gemeinderatswahl 1969 bis zum Rücktritt Mareks am 17. Dezember 1970. Die Landesregierung Marek II  wurde von der Landesregierung Slavik abgelöst.

## Regierungsmitglieder
| Amt                                                                                | Name                      | Partei | Ressorts                                                          |
| ---------------------------------------------------------------------------------- | ------------------------- | ------ | ----------------------------------------------------------------- |
| Landeshauptmann Bürgermeister                                                      | Bruno Marek               | SPÖ    |                                                                   |
| 1. Landeshauptmann-Stellvertreter 1. Vizebürgermeister                             | Felix Slavik              | SPÖ    | Finanzwesen                                                       |
| 2. Landeshauptmann-Stellvertreterin 2. Vizebürgermeisterin Amtsführende Stadträtin | Gertrude Fröhlich-Sandner | SPÖ    | Kultur, Schulverwaltung und Sport                                 |
| Amtsführender Stadtrat                                                             | Hans Bock                 | SPÖ    | Personalangelegenheiten, Verwaltungs- und Betriebsreform          |
| Amtsführender Stadtrat                                                             | Fritz Hofmann             | SPÖ    | Planung                                                           |
| Amtsführender Stadtrat                                                             | Kurt Heller               | SPÖ    | Tiefbau                                                           |
| Amtsführender Stadtrat                                                             | Alfred Hintschig          | SPÖ    | Liegenschafts- und Zivilrechtswesen, verschiedene Angelegenheiten |
| Amtsführende Stadträtin                                                            | Maria Jacobi              | SPÖ    | Wohlfahrtswesen                                                   |
| Amtsführender Stadtrat                                                             | Franz Nekula              | SPÖ    | Städtische Unternehmungen                                         |
| Amtsführende Stadtrat                                                              | Hubert Pfoch              | SPÖ    | Hochbau                                                           |
| Amtsführender Stadtrat                                                             | Reinhold Suttner          | SPÖ    | Wohnungswesen                                                     |
| Amtsführender Stadtrat                                                             | Otto Glück                | ÖVP    | Gesundheitswesen                                                  |
| Amtsführender Stadtrat                                                             | Hannes Krasser            | ÖVP    | Verschiedene Rechtsangelegenheiten                                |
| Amtsführender Stadtrat                                                             | Pius Michael Prutscher    | ÖVP    | Wirtschaftsangelegenheiten                                        |
| Amtsführende Stadträtin                                                            | Maria Schaumayer          | ÖVP    | Baubehördliche und sonstige technische Angelegenheiten            |